# Renowned Explorers
Renowned Explorers est un jeu vidéo de type rogue-like et stratégie au tour par tour développé et édité par Abbey Games, sorti en 2015 sur Windows, Mac et Linux.

## Accueil
- Canard PC : 5/10[1]
- Destructoid : 6/10[2]